# Rivière Roger
Pour les articles homonymes, voir Roger.
Ne doit pas être confondu avec Roger Rivière.
La rivière Roger est un affluent de la partie supérieure de la rivière des Outaouais, coulant dans la municipalité de Rémigny, dans la municipalité régionale de comté (MRC) du Témiscamingue, dans la région administrative du Abitibi-Témiscamingue, au Québec, au Canada.
La foresterie constitue la principale activité économique du secteur ; les activités récréotouristiques sont en second.
Annuellement, la surface de la rivière est généralement gelée de la mi-novembre à la fin avril, néanmoins, la période de circulation sécuritaire sur la glace est habituellement de la mi-décembre au début d’avril.

## Géographie
Les bassins versants voisins de la rivière Roger sont :
- côté nord : rivière des Outaouais, rivière Kinojévis ;
- côté est : rivière des Outaouais, lac Clérion ;
- côté sud : lac Simard, rivière des Outaouais ;
- côté ouest : lac Roger, lac Beaudry, lac des Quinze, lac Beaumesnil.

La rivière Roger prend sa source sur la rive est lac Roger (Rémigny) (longueur : 23,7 km dans le sens nord-sud ; altitude : 277 m) dans la municipalité de Rémigny. L’embouchure de ce lac est située à 9,1 km de l’embouchure de cette même rivière.
À partir de l’embouchure du lac Roger (Rémigny), la rivière Roger coule sur 12,6 km selon les segments suivants :
- 5,3 km vers le sud-est en coupant une route forestière, jusqu’à un ruisseau (venant du sud) ;
- 2,1 km vers le nord, jusqu’à un ruisseau (venant du nord) ;
- 5,2 km vers le nord-est en zone forestière jusqu’à son embouchure[2].

La rivière Roger se déverse sur la rive ouest de la rivière des Outaouais. Cette embouchure est située à :
- 25,6 km au nord de la décharge de la rivière des Outaouais dans le lac Simard ;
- 13,8 km au sud-est du barrage Rapide-Deux sur la rivière des Outaouais ;
- 60 km à l'est de la limite de l’Ontario ;
- 9,4 km en aval de la confluence de la rivière Kinojévis et de la rivière des Outaouais ;
- 48,9 km au sud-est du centre-ville de Rouyn-Noranda[2]

## Toponymie
Le toponyme rivière Roger a été officialisé le 5 décembre 1968 à la Commission de toponymie du Québec, soit à la création de la commission.